# Festival de Málaga 2010
La 13.ª edición del Festival de Málaga se celebró del 17 al 24 de abril de 2010 en Málaga, España.

## Jurados

### Sección oficial
- Ángela Molina
- Fernando Lara
- Imanol Uribe
- Josean Fernández
- Juan Bonilla
- Lucía Jiménez
- María Ripoll

### Zona Zine
- Roser Aguilar
- Emiliano Allende
- Nausicaa Bonnín

## Palmarés

### Largometrajes sección oficial
- Biznaga de Oro a la mejor película: Rabia, de Sebastián Cordero
- Biznaga de Plata. Premio Especial del Jurado: Bon Appétit, de Lucía Puenzo
- Biznaga de Plata a la mejor dirección: Juana Macías, por Planes para mañana
- Biznaga de Plata a la mejor actriz "Premio Nespresso": Marisa Paredes, por El dios de madera
- Mención especial: Nora Tschirner, por Bon Appétit
- Biznaga de Plata al mejor actor: Unax Ugalde, por Bon Appétit
- Mención especial: Gustavo Sánchez Parra, por Rabia
- Biznaga de Plata a la mejor actriz de reparto: Aura Garrido, por Planes para mañana
- Biznaga de Plata al mejor actor de reparto: Àlex Brendemühl, por Rabia
- Biznaga de Plata al mejor guion "Premio Egeda": David Pinillos, Juan Carlos Rubio y Paco Cabezas, por Bon Appétit
- Premio “Alma” al mejor guionista novel: Juana Macías, Juan Moreno y Alberto Bermejo, por Planes para mañana
- Biznaga de Plata a la mejor banda sonora original: Juanjo Javierre, por Que se mueran los feos
- Biznaga de Plata a la mejor fotografía "Premio Fotofilm Deluxe": Enrique Chediak, por Rabia
- Biznaga de Plata al mejor vestuario: Nuria Anglada, por Héroes
- Biznaga de Plata al mejor maquillaje: Patricia López, por Que se mueran los feos
- Biznaga de Plata del Público: Héroes, de Pau Freixas
- Biznaga de Plata. Premio de la crítica: La vida empieza hoy, de Laura Mañá

### ZonaZine

#### Largometrajes
- Biznaga de Plata a la mejor película: Fake Orgasm, por Jo Sol
- Premio 'Alma' al mejor guionista novel: Ramón Mozo, por Suspicious Minds
- Biznaga de Plata Premio del Público: Desechos, de David Marqués
- Biznaga de Plata a la mejor dirección: Luis Sampieri, por Fin
- Biznaga de Plata a la mejor actriz: Ana Álvarez, por Suspicious Minds
- Biznaga de Plata al mejor actor: Blai Llopis, por La noche que murió Elvis
- Mención especial del Jurado: La noche que murió Elvis, por Oriol Ferrer

#### Documental
- Biznaga de Plata al mejor documental "Premio La Opinión de Málaga": Cuchillo de palo, de Renate Costa.
- Biznaga de Plata Premio Especial del Jurado: Paquita y todo lo demás, de  David Moncasi.
- Biznaga de Plata Premio del Público: Sons of Cuba, de Andrew Lang.
- Mención especial del Jurado: Mi vida con Carlos, de Germán Berger-Hertz.

## Premiados
- Premio Retrospectiva: Julio Medem.
- Premio Málaga: Rosa María Sardá.
- Premio Ricardo Franco: Javier Artiñano.
- Premio Eloy de la Iglesia: Gonzálo López Gallego.